# Nowe Gołuszowice
Nowe Gołuszowice (česky Nové  Křížovice nebo Nové Holušovice, německy Neu Kreuzendorf) je ves v jižním Polsku, v Opolském vojvodství, v okrese Hlubčice, v gmině Hlubčice. Ve vsi se nachází chráněné bydlení (polsky środowiskowy dom samopomocy).

## Geografie
Ves leží v Opavské pahorkatině u úpatí Zlatohorské vrchoviny.

## Doprava
Vesnicí prochází silnice 1. třídy č. 38 (DK38).